# Orlando Zapata
Orlando Zapata Tamayo (Santiago de Cuba, 15 de mayo de 1967 - La Habana, 23 de febrero de 2010) fue un albañil y fontanero cubano vinculado a la disidencia política al régimen de su país. Alcanzó relevancia tras protagonizar una huelga de hambre de 86 días mientras se encontraba encarcelado, que le condujo a su fallecimiento. Amnistía Internacional le consideró un preso de conciencia. Sin embargo, los medios oficiales del régimen cubano señalaron que Zapata tenía un largo historial de delincuencia común previo a su actividad política, aunque medios de prensa internacional informaron en su momento de que en Cuba era habitual vivir de la ilegalidad, lo que convertía a muchos ciudadanos en delincuentes.
Según la madre de Zapata, este habría iniciado la huelga de hambre en protesta por sus condiciones de encarcelamiento, lo que fue recogido por numerosos medios de comunicación extranjeros. Para el canciller cubano, la muerte de Zapata habría sido responsabilidad de los Estados Unidos. La prensa cubana informó que Zapata había iniciado la misma para solicitar en su celda comodidades de las que no disponían otros reclusos, como un teléfono personal, un televisor y una cocina, lo que a su vez también fue negado por la disidencia. Su muerte produjo gran repercusión mediática, entre otras razones, por ser el primer opositor fallecido en una cárcel cubana desde 1972, cuando murió Pedro Luis Boitel también en huelga de hambre. Los partidarios del gobierno cubano lo consideraron un delincuente convertido en mártir, mientras que los opositores lo convirtieron en un símbolo para la disidencia, adquiriendo gran relevancia.

## Biografía

### Juventud
Orlando Zapata era el segundo hijo de una familia de cinco hermanos asentada en Banes, donde vivía con su madre, lavandera de profesión, y su padrastro. Buscando un futuro mejor, emigró a La Habana, donde entró en contacto con el exprisionero político Enri Saumell Peña, con quien se inició en el activismo político. Fue miembro del Movimiento Alternativa Republicana.
Según declaró el gobierno cubano tras su muerte, había sido encarcelado como preso común varias veces por delitos como violación de domicilio, lesiones menos graves, estafa, lesiones y tenencia de arma blanca y heridas y fractura de cráneo, con el empleo de un machete, a otro ciudadano cubano; alteración del orden y desórdenes públicos, entre 1988 y 2002, entre otras causas no vinculadas a la política, delitos solo conocidos en el exterior tras su fallecimiento. Esta versión fue desmentida por la disidencia cubana, y considerada propaganda por la misma.

### Arresto
Fue detenido el 6 de diciembre de 2002 por agentes del Departamento de la Seguridad del Estado (DSE), acusado de desacato, por lo que fue encarcelado durante más de tres meses. El 20 de marzo de 2003, 13 días después de ser liberado, fue arrestado por segunda vez durante la represión de la Primavera Negra, que llevó a 75 disidentes a la cárcel, entre los que también se encontraban Raúl Rivero y Martha Beatriz Roque, y enviado a la prisión Kilo 8 de Camagüey.
En el momento de su detención, estaba participando en una huelga de hambre organizada por la Asamblea para Promover la Sociedad Civil, que tendría lugar en la casa de Martha Beatriz Roque Cabello. Esta huelga obedecía a la petición de liberación de varios compañeros. Fue acusado de desacato, desorden público y desobediencia civil, y condenado a 36 años de prisión después de varios procesos judiciales. Amnistía Internacional lo reconoció como un prisionero de conciencia.

## Huelga de hambre y muerte

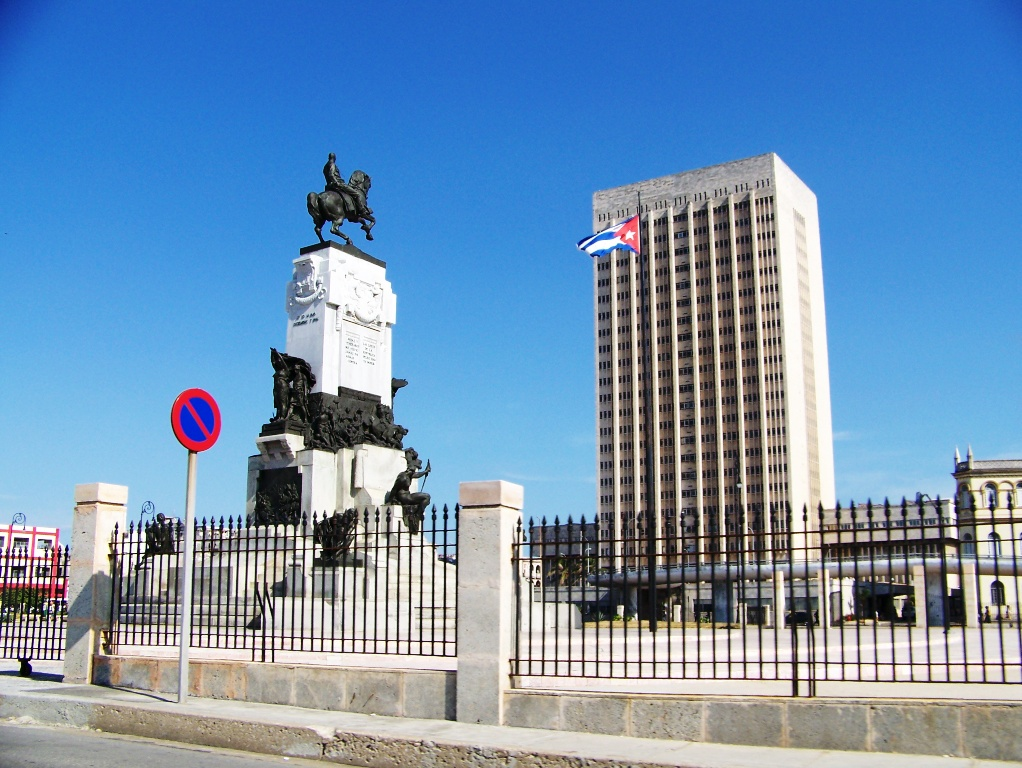
El Hospital Hermanos Ameijeiras de La Habana, donde pasó Zapata sus últimos días de vida.

Entre el 2 y el 3 de diciembre de 2009, Zapata comenzó una huelga de hambre como una protesta contra el gobierno cubano, por haberle sido negada la elección del uniforme blanco que visten los disidentes, así como para denunciar las condiciones de vida de otros prisioneros. Según el Directorio Democrático Cubano, las autoridades penitenciarias le negaron el agua durante 18 días, lo que le llevó a un deterioro de su salud e insuficiencia renal, aunque hubiera sido imposible que una persona sobreviviera ese tiempo sin ingerir líquidos.
Zapata insistió en la huelga de hambre y fue ingresado en el Hospital de Camagüey, en una fecha no especificada, donde se le administraron líquidos por vía intravenosa contra su voluntad. El 16 de febrero de 2010 su estado empeoró, y fue trasladado al Hospital Hermanos Ameijeiras de La Habana, donde falleció el 23 de febrero, aproximadamente a las 13:00, hora de Cuba.
Su entierro, llevado a cabo el 25 de febrero en la localidad de Banes, se desarrolló sin incidentes, ya que el municipio fue tomado por unos 1000 agentes policiales, que controlaron todos los accesos, no permitiendo la entrada a la ciudad de opositores ni de curiosos.

### Reacciones
Zapata fue el primer preso muerto durante una huelga de hambre desde la muerte en 1972 de Pedro Luis Boitel, por lo que el hecho alcanzó gran repercusión. Su nombre alcanzó gran relevancia y fue incluido en la lista de mártires de la disidencia cubana, e incluso la Comisión Europea condenó el suceso, pidiendo al gobierno cubano una mejora en la situación de los derechos humanos.
Tras el fallecimiento de Zapata el gobierno cubano hizo pública la que manifestó era su hoja penal, según el cual habría sido procesado varias veces desde 1993 acusado de delitos como lesiones, estafa y alteración del orden público, además de afirmar que el fallecido llevaba a cabo la huelga de hambre para solicitar en su celda comodidades de las que no disponían otros reclusos. La disidente Martha Beatriz Roque señaló a la prensa que estas informaciones respondían a una estrategia del gobierno cubano para desprestigiar la imagen de Zapata. Otro célebre disidente cubano, el periodista Guillermo Fariñas, inició una huelga de hambre al día siguiente de la muerte de Zapata, reclamando la liberación de 26 presos políticos enfermos.
El 1 de marzo siguiente, la televisión estatal cubana emitió un video grabado con cámara oculta, donde la madre de Zapata, Regina Tamayo, agradecía las atenciones de los diferentes doctores que lo atendieron durante la enfermedad que le costó la vida. No obstante, Regina había declarado unos días antes a los medios de comunicación que su hijo había sido torturado, considerando su muerte un crimen premeditado.
Este suceso suscitó un importante debate mediático a nivel internacional, entre los que consideraron a Zapata un activista demócrata que murió por la libertad del pueblo cubano, avalado por la gran mayoría de medios de comunicación occidentales; o un delincuente común asalariado de la disidencia cubana según la versión del gobierno cubano y otros medios de comunicación.

#### Reacciones de condena al gobierno de Cuba

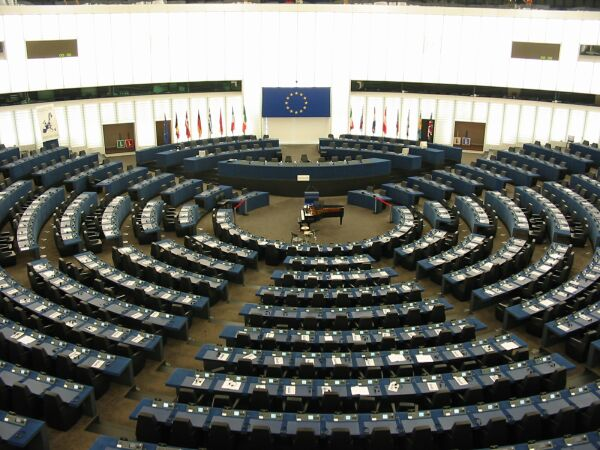
El Parlamento Europeo aprobó el 11 de marzo una dura resolución condenando a Cuba por la muerte de Zapata.

El 11 de marzo, la Unión Europea aprobó, por 509 votos contra 30, una resolución en la que, textualmente "condenaba enérgicamente la muerte evitable y cruel", de Zapata, haciendo un llamado a la "liberación inmediata e incondicional de todos los presos políticos" y afirmando que los disidentes cubanos eran encarcelados "por sus ideales y su actividad política pacífica". La cámara europea se opuso, asimismo, a la normalización de las relaciones con Cuba. La Asamblea Nacional de Cuba se apresuró a calificar esta condena como "sucio debate" que "manipula sentimientos, tergiversa hechos, esgrime mentiras y oculta realidades".
En el ámbito latinoamericano, el gobierno de Chile mostró su repulsa por lo sucedido. El presidente Sebastián Piñera expresó "la más enérgica condena a las circunstancias en que murió un disidente y un preso de conciencia" en Cuba. El Gobierno de los Estados Unidos, a través de su Departamento de Estado, condenó la muerte de Zapata en un comunicado, así como "el injusto encarcelmiento de más de 200 prisioneros políticos en Cuba que deben ser liberados inmediatamente".
La Comisión Interamericana de Derechos Humanos también condenó la muerte del disidente, además de confirmar que tenía información de que "el señor Zapata Tamayo habría sido sometido a tortura y tratos inhumanos en la prisión Kilo 8". Otras organizaciones que condenaron el comportamiento de Cuba en este suceso fueron Amnistía Internacional y Reporteros sin Fronteras, cuyo secretario general afirmó que "aquellos mismos que combatían la dictadura en su país, no encuentran aparentemente nada que decir sobre lo que le pasa a Cuba desde hace 50 años".

#### Reacciones de apoyo al gobierno de Cuba
Los presidentes de Brasil y otros estados latinoamericanos manifestaron su apoyo al gobierno de Cuba en el caso Tamayo. También cuestionaron la credibilidad en temas de derechos humanos de Europa y Estados Unidos, a los que acusaron de mala fe en sus críticas.
El presidente de Brasil, Luiz Inácio Lula da Silva, declaró en rueda de prensa que no se puede juzgar a un país por la actitud de un ciudadano que se declara en huelga de hambre. "Yo pienso que la huelga de hambre no puede ser utilizada como un pretexto de derechos humanos para liberar a las personas. Imagine si todos los bandidos que están presos en São Paulo entraran en huelga de hambre y pidieran libertad", expresó el líder brasileño. Lula subrayó la doble moral de Washington y Bruselas en el caso.
Los presidentes de Uruguay y Bolivia, José Mujica y Evo Morales, respectivamente, cuestionados sobre el tema en una conferencia de prensa, defendieron la autonomía de Cuba y abogaron porque los problemas del país sean resueltos por los propios cubanos sin intromisiones externas. Morales citó fuentes cubanas según las cuales Zapata había sido "cinco veces encarcelado por razones delincuenciales" y dijo que el caso "es un problema interno de Cuba, pero se hace un escándalo internacional." También criticó las reacciones de Europa y Estados Unidos.
El presidente de Ecuador, Rafael Correa, apoyó la postura del Gobierno cubano sobre Orlando Zapata. Correa manifestó no dudar de que Zapata era un delincuente común, y calificó de "propaganda inmensa" las críticas internacionales a Cuba. "Cuba es un país soberano y nosotros siempre estaremos dispuestos a intermediar por resolver conflictos, más aún humanitarios. Trataremos de interceder por todos, pero así como hablamos de los supuestos presos políticos en Cuba, por qué no hablamos de los cinco presos en Miami", dijo Correa en relación con los cubanos presos desde hace 12 años.